# أوليفيا وونش
أوليفيا وونش (بالإنجليزية: Olivia Wunsch)‏، من مواليد 31 مايو 2006، هي سباحة أسترالية، نافست في دورة الألعاب الأولمبية في العاصمة الفرنسية باريس سنة 2024، وفازت بالميدالية الذهبية في سباق التتابع الحر 4 × 100 متر.